# San Stae
San Stae eller Chiesa di Sant'Eustachio e Compagni martiri är en kyrka uppkallad efter helgonet Eustachius i Venedig. Kyrkans äldsta delar härstammar från 900-talet. Den ombyggdes under 1600-talet och fick sin nuvarande fasad 1709 efter ritningar av Domenico Rossi. I interiören finns målningar av Giambattista Pittoni, Giambattista Tiepolo, Sebastiano Ricci, och Giovanni Battista Piazzetta och skulpturer av Giuseppe Torretti och Pietro Baratta.